# Acrolophus dimidiella
Acrolophus dimidiella är en fjärilsart som beskrevs av Walsingham 1892. Acrolophus dimidiella ingår i släktet Acrolophus och familjen Acrolophidae. Inga underarter finns listade i Catalogue of Life.